# Lotus mearnsii
Lotus mearnsii là một loài thực vật có hoa trong họ Đậu. Loài này được (Britton) Britton ex Greene miêu tả khoa học đầu tiên năm 1890.